# El Watan
El Watan – algierska, francuskojęzyczna gazeta ukazująca się od 8 października 1990. Ma charakter opozycyjny względem władz.